# Альтенберга
Альтенберга (нем. Altenberga) — община в Германии, в земле Тюрингия. 
Входит в состав района Заале-Хольцланд. Подчиняется управлению Зюдлихес Залеталь.  Население составляет 753 человека (на 31 декабря 2010 года). Занимает площадь 17,49 км².